# Something in the Dirt
Something in the Dirt és una pel·lícula de ciència-ficció de comèdia de terror estatunidenca del 2022 dirigida i protagonitzada per Justin Benson i Aaron Moorhead. Escrit per Benson, és el cinquè llargmetratge del duet de directors. Ha estat subtitulada al català.
La pel·lícula es va estrenar mundialment en línia al Festival de Cinema de Sundance el gener de 2022.

## Argument
Un home es desperta en un apartament petit i brut. Les converses amb un veí estableixen que aquest home es diu Levi, un pescador de llança i treballador de feines ocasionals. El veí, John, és un professor de matemàtiques ocasional que assisteix a una església evangèlica apocalíptica. Junts noten que els objectes fets de quars de vegades suren i brillen de manera sobrenatural al seu apartament, revelant un símbol determinat, i es poden escoltar diverses llums, sorolls, tremolors i senyals de ràdio.
La parella treballa plegada per crear un documental sobre aquest fenomen, seguint pistes i coincidències que comencen a produir-se arreu de Los Angeles relacionades amb ell. En diversos moments, Levi li suggereix a John que la persecució s'ha tornat perillosa i recomana aturar-se, però John s'avança sense tenir cura. Sovint, John difama les teories de Levi a favor de les seves pròpies, en constant canvi, i comença a mostrar signes de sociopatia i mentida patològica, ignorant signes clars de perill (cremades sobtades per radiació, creixement impossible de les plantes, etc.).
Finalment, els dos homes tenen una discussió. Aquella nit, John es desperta flotant a l'aire i torna a caure al llit. Surt a l'exterior per veure en Levi flotant alt en el cel. Les escenes d'entrevistes d'estil documental veuen John explicant que Levi va morir com a resultat, el seu cos mutilat es va descobrir a prop d'una casa que la parella va investigar abans, envoltat de tòtems antinaturals i que contenia un manuscrit enfosquit. Un entrevistador li demana a John que expliqui els fenòmens sobrenaturals. John només diu que els seus càlculs estaven desactivats i es nega a aprofundir més, encara decidit a acabar el documental.

## Repartiment
- Justin Benson com a Levi
- Aaron Moorhead com a John

## Producció
Benson i Moorhead van concebre la pel·lícula durant el confinament pel COVID-19 del 2020.. Es va rodar al llarg d'un any amb un equip de 12 persones. El propi apartament de Benson va servir com a ubicació principal de la pel·lícula.

## Recepció
Al lloc web de l'agregador de ressenyes Rotten Tomatoes, el 91% de les 75 ressenyes dels crítics són positives, amb una valoració mitjana de 7,6/10. El consens del lloc web diu: "Something in the Dirt reafirma Justin Benson i Aaron Moorhead com a narradors de ciència-ficció amb una visió distintiva i foscament atractiva".

## Premis
El 2022 va rebre el Premi de la Crítica José Luis Guarner al LV Festival Internacional de Cinema Fantàstic de Catalunya